# Katlego Mphela
Katlego Mphela (Brits, 29 november 1984) is een Zuid-Afrikaanse voetballer die voornamelijk speelt als centrumspits. Op twee seizoenen in Frankrijk na, heeft hij zijn hele carrière in zijn vaderland gevoetbald. Zo speelt hij tegenwoordig bij een van de grootste clubs van het land, de Mamelodi Sundowns uit Atteridgeville, een township van de Zuid-Afrikaanse hoofdstad Pretoria. Daarnaast is Mphela een vaste waarde in het nationale elftal van Zuid-Afrika.

## Begin van de carrière
Katlego Mphela kwam aan het begin van de jaren 2000 in de jeugdopleiding van Jomo Cosmos terecht. In het seizoen 2003/2004 maakte hij bij deze club, waar daarvoor onder anderen gerenommeerde landgenoten als Aaron Mokoena en MacBeth Sibaya hadden gespeeld, zijn debuut in het professionele voetbal. Tot veel optredens voor de club uit Johannesburg zou Mphela echter niet komen. Vanuit Europa was er namelijk substantiële interesse in de diensten van de Zuid-Afrikaan. Zo leek het er in eerste instantie op dat het Noorse Rosenborg BK de aanvaller in 2003 over zou nemen van Jomo Cosmos. Uiteindelijk was het echter een Franse club die zich van de komst van Mphela wist te verzekeren. Mede daardoor speelde hij slechts twee, voor hem doelpuntloze wedstrijden voor de Jomo Cosmos.

## Jaren in Frankrijk
Voor aanvang van het seizoen 2003/2004 nam Racing Club de Strasbourg Katlego Mphela over van de Jomo Cosmos. Zijn eerste seizoen zou de spits doorbrengen in het tweede elftal van de club uit Straatsburg. Daarin presteerde redelijk, waardoor hij op 3 april 2004 zijn debuut mocht maken in het 1-1 gelijkspel tegen Girondins de Bordeaux. Als wisselspeler voor Ulrich Le Pen kwam hij die wedstrijd in de 90ste minuut in het veld. In de rest van dat seizoen en ook de daaropvolgende jaargang kon de Zuid-Afrikaans echter geen indruk maken op de technische staf van Strasbourg. Daarom werd Mphela in augustus 2005 voor een half jaar uitgeleend aan het toentertijd in de Ligue 2 spelende Stade Reims. Ook op één niveau lager wekte de spits echter geen indruk. In zes maanden tijd kwam Mphela maar tot 5 wedstrijden voor Reims. Voor Strasbourg was het toen duidelijk; het aankopen van Katlego Mphela was een mislukte transfer. Met slechts 14 wedstrijden gespeeld voor de club, lieten ze hem in januari 2006 terugkeren naar Zuid-Afrika.

## Supersport United
Na de teleurstellende jaren in Frankrijk, besloot Strasbourg begin 2006 Katlego Mphela te verhuren aan de Zuid-Afrikaanse topclub Supersport United. Hier wist hij voor de eerste keer in zijn profcarrière echt te overtuigen. In 30 wedstrijden tijd kwam hij negen keer tot scoren. Desondanks kwam hij met Supersport niet verder dan de zevende plaats in de Zuid-Afrikaanse competitie. Zijn persoonlijke prestaties waren echter overtuigend genoeg voor de club om Mphela in november 2006 definitief over te nemen van Strasbourg. Tot en met het einde van het seizoen 2007/2008 maakte hij deel uit van de selectie van Supersport United. Zijn carrière bij de club uit Pretoria sloot hij dat jaar in stijl af. Met twee punten voorsprong op Ajax Cape Town werd Supersport United namelijk de kampioen van Zuid-Afrika. Voordat hij in augustus 2008 de overstap maakte naar een stadsgenoot, speelde Katlego Mphela in totaal 62 competitiewedstrijden voor Supersport. Daarin kwam hij 17 keer tot scoren.

## Mamelodi Sundowns
In de zomer van 2008 maakte Katlego Mphela de overstap naar de Mamelodi Sundowns. Als stadsgenoot van Supersport United kwam hij daardoor bij een grote rivaal van zijn vorige club te spelen. Overigens maakte de spits niet als enige deze overstap dat jaar. Samen met mede-international Siboniso Gaxa werd hij namelijk aangetrokken door de Sundowns. Mphela kende bij de club een droomdebuut. Op 22 november 2008 scoorde hij namelijk meteen in zijn eerste wedstrijd voor de club tegen AmaZulu FC uit Durban, waardoor de Sundowns de wedstrijd wonnen. De rest van het seizoen viel Mphela echter tegen. In 18 wedstrijden kwam hij namelijk niet verder dan drie doelpunten. Na vertrouwen te hebben gepompt in de Confederations Cup in de zomer van 2009, was het voor Mphela in het seizoen 2009/10 omgekeerde wereld. De aanvaller raakte namelijk in bloedvorm en maakte de ene goal na de andere. In dertig wedstrijden tijd wist hij daardoor zijn doelpuntenproductie op te werken naar 17 treffers. Ondanks dat dit niet het kampioenschap voor de Mamelodi Sundowns opleverde - met één punt verschil werd de club tweede achter zijn voormalige werkgever Supersport - werd Katlego Mphela dat seizoen uitgeroepen tot zowel de topscoorder als de speler van het seizoen. Tegenwoordig speelt Mphela nog steeds bij de Mamelodi Sundowns.

## Interlandcarrière
Ondanks zijn teleurstellende periode bij het Franse Strasbourg, maakte Katlego Mphela in 2005 toch zijn debuut voor het Zuid-Afrikaans voetbalelftal. Dit deed hij op de COSAFA Cup van 2005 die op Mauritius werd gespeeld. Direct in zijn eerste wedstrijd van het nationale elftal, die gespeeld werd tegen de Seychellen, maakte Mphela twee doelpunten. Het zou echter duren tot en met 2009 voordat de centrumspits een echte vaste waarde werd in het elftal van Zuid-Afrika. Aan het begin van de Confederations Cup 2009, die in eigen land werd gespeeld, genoten namelijk spelers als Bernard Parker, Thembinkosi Fanteni en Kathlego Mashego de voorkeur in de spits boven de Mphela. In de wedstrijd om de derde plek tegen Spanje vestigde Mphela echter definitief zijn naam in het nationale elftal. Steven Pienaar werd bij een 2-0-achterstand gewisseld voor de speler in kwestie. Al snel maakte Mphela een doelpunt, waardoor het er lang op leek dat Zuid-Afrika de bronzen medaille zou winnen. In de laatste twee reguliere minuten van de wedstrijd maakte Daniel Güiza echter twee doelpunten en leek de wedstrijd gespeeld. Met een vrije trap vanaf ruim 27 meter maakte Mphela echter in de allerlaatste seconde de 2-2, waardoor de wedstrijd naar een verlenging werd getild. Daarin werd uiteindelijk alsnog verloren door een doelpunt van Xabi Alonso.
Vanaf de Confederations Cup was Katlego Mphela een vaste waarde van het Zuid-Afrikaans elftal. In de oefenwedstrijden voorafgaande aan het WK 2010 maakte hij in elf interlands acht doelpunten, waardoor hij zijn status als basisspeler verder bevestigde. Het WK ging hij dan ook in als onbetwiste spits. In de poule met Mexico, Uruguay en Frankrijk speelde hij alle wedstrijden mee. Tegen Mexico had hij vlak voor het einde dé kans op 2-1, maar tikte de bal tegen de paal. Was deze bal erin gegaan, dan zou Bafana Bafana zich voor de volgende ronde hebben geplaatst. Tegen Uruguay werd namelijk verloren, terwijl dankzij een doelpunt van Mphela wel van vicekampioen Frankrijk met 2-1 werd gewonnen. Deze overwinning mocht echter niet meer baten, waardoor Zuid-Afrika het eerste organiserende WK-land werd dat al in de eerste ronde werd uitgeschakeld.

## Erelijst
- Kampioen van Zuid-Afrika: 2008 (Supersport United)
- Topscorer van Zuid-Afrika: 2010 (Mamelodi Sundowns)
- Zuid-Afrikaans Speler van het Jaar: 2010 (Mamelodi Sundowns)